# Bradysia hirsutiseta
Bradysia hirsutiseta is een muggensoort uit de familie van de rouwmuggen (Sciaridae). De wetenschappelijke naam van de soort is voor het eerst geldig gepubliceerd in 1989 door Mohrig & Krivosheina.